# Mulassa de Vic
La mulassa de Vic és un element del bestiari de foc de Vic (Osona). Va ser construïda el 2007 per Ventura & Hosta, a idea de Domènech Forns, dels Sagals d'Osona. Fou batejada per la Festa Major del 2007 a la Plaça de la Catedral i apadrinada per la Mulassa de Tarragona. El mateix any 2007, Jordi Sitges va compondre el Ball de la Mulassa, al qual Martí Forns va idear la coreografia. És de titularitat municipal, gestionada des de la seva recuperació per l'Associació Cultural Sagals d'Osona i acompanyada sempre pels grallers dels Sagals. Està feta de cartró pedra, té una llargada de 216 cm, una amplada de 87 cm i una alçada de 216 cm, pesa 60 kg, llença foc per dos punts del lateral del morro. La carreguen dos portadors. Participa a la cercavila del Mercat del Ram, a la Infernal de la Festa Major, alguna vegada pel Mercat Medieval i també ha fet algunes sortides fora de la ciutat, com la trobada de bestiari festiu pel Mil·lenari de Montserrat, el gener de 2025, que va aplegar 46 colles i 60 peces del bestiari popular català.
Hi ha constància que a Vic hi havia una Mulassa des de l'any 1604. L’encarregada de custodiar i fer dansar aquesta figura era la confraria del gremi de paraires de Vic. S’ha trobat esmentada en els inventaris del llibre de la confraria: “La Mulassa amb ses vestit i lo cap de cartró”.